# Forbesopsis sphingipennis
Forbesopsis sphingipennis är en fjärilsart som beskrevs av W. Warren 1907. Forbesopsis sphingipennis ingår i släktet Forbesopsis och familjen Thyrididae. Inga underarter finns listade i Catalogue of Life.